# Saint-Remèze
Saint-Remèze est une commune française, située dans le département de l'Ardèche en région Auvergne-Rhône-Alpes.
Les habitants de cette petite commune rurale, proche des gorges de l'Ardèche, sont dénommés les Saint-Remèziens.

## Géographie

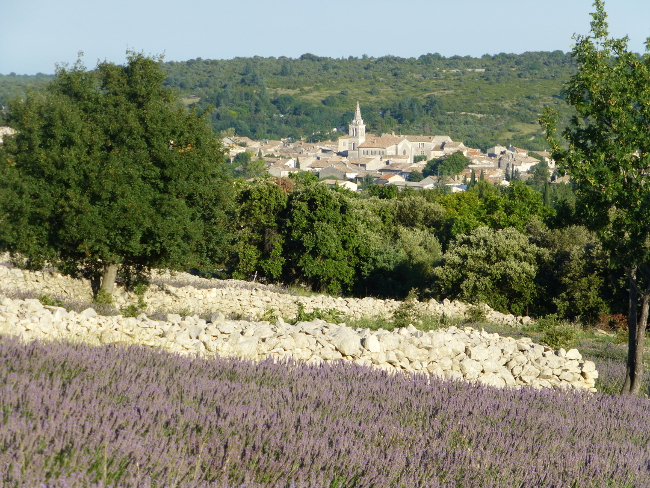
Le village de Saint-Remèze.

### Situation et description

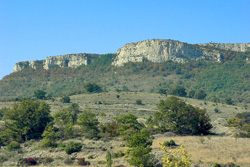
La Dent de Rez et le col d'Eyrolle.

Le village est situé dans l'extrémité sud du département de l'Ardèche, sur un plateau calcaire, à une altitude moyenne de 370 mètres, entre la vallée du Rhône, le massif de la Dent de Rez (719 mètres) et les  gorges de l'Ardèche.
La commune, qui s’étend sur 4 200 hectares, est dotée d’un patrimoine environnemental varié. Autour des espaces cultivés, le plateau est couvert de bois de chênes verts, de chênes pubescents, et de garrigue, une formation végétale basse composée de plantes herbacées et de plantes parfumées ou aromatiques comme le thym, la sarriette, la lavande, et d’arbustes isolés comme le genêt scorpion, le chèvrefeuille, la clématite, dont certains assez hauts comme le genévrier cade

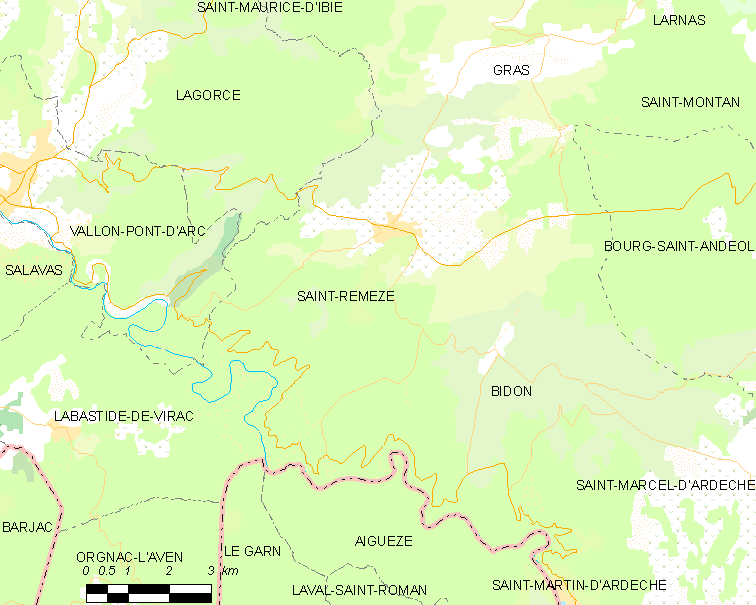
Carte de la commune.

Dans les gorges, se retrouvent les mêmes chênaies, mais aussi des espèces plus spécifiques, comme le genévrier de Phénicie parmi les plus vieux arbres connus en France.
La faune est assez riche. Le plus  gros animal et l’un des plus communs  est le sanglier. On compte aussi de nombreux renards, des blaireaux et des genettes. Parmi les oiseaux, les plus emblématiques sont l'aigle de Bonelli, le circaète Jean-le-Blanc, le vautour percnoptère, le merle bleu et le guêpier, les choucas et les hirondelles des tours.
La présence des cigales d’été, du scorpion languedocien, des couleuvres de Montpellier et à échelon conforte encore son caractère méditerranéen.

### Géologie et relief

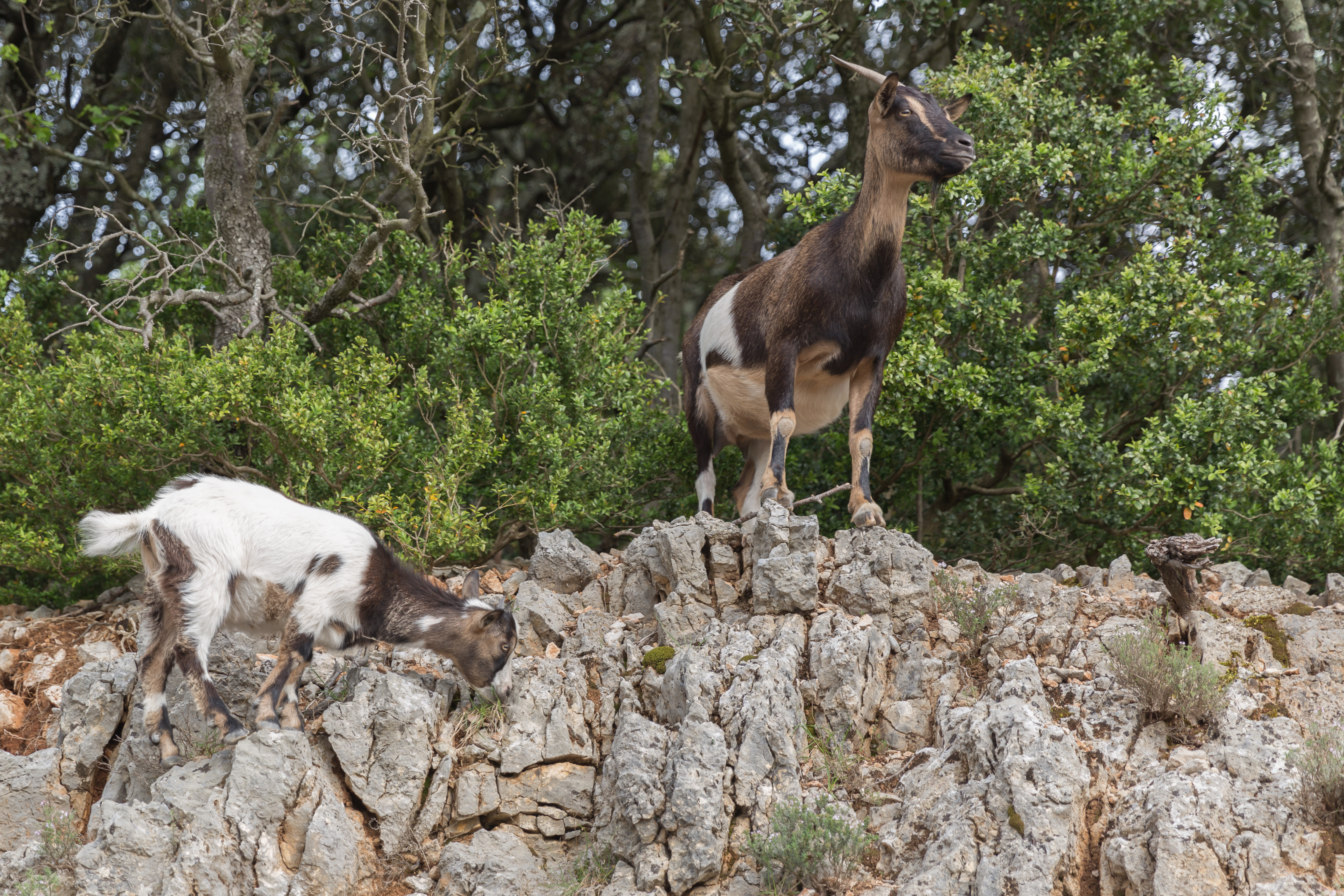
Chèvres sauvages au détour d'une route à Saint-Remèze.

Saint-Remèze est implantée sur un vaste plateau karstique qui porte le même nom que la commune et qui s’étale au pied du Serre de Barrès (667 m) et du massif de la Dent de Rez (719 m), point culminant du sud-Ardèche. Oscillant entre 350 et 400 m, le plateau montre un modelé karstique, représenté par de nombreux lapiaz, des dizaines d'avens et de grottes. Les gorges s’enfoncent de plus de 200 m, elles témoignent d’une importante phase d’incision de la rivière, en lien avec les oscillations de la mer Méditerranée depuis 6 millions d’années. Un surcreusement majeur se fait lors de la "crise messinienne de salinité".

### Climat
Pour des articles plus généraux, voir Climat d'Auvergne-Rhône-Alpes et Climat de l'Ardèche.
En 2010, le climat de la commune est de type climat méditerranéen altéré, selon une étude du CNRS s'appuyant sur une série de données couvrant la période 1971-2000. En 2020, Météo-France publie une typologie des climats de la France métropolitaine dans laquelle la commune est dans une zone de transition entre le climat de montagne et le climat méditerranéen et est dans la région climatique  Provence, Languedoc-Roussillon, caractérisée par une pluviométrie faible en été, un très bon ensoleillement (2 600 h/an), un été chaud (21,5 °C), un air très sec en été, sec en toutes saisons, des vents forts (fréquence de 40 à 50 % de vents > 5 m/s) et peu de brouillards. 
Pour la période 1971-2000, la température annuelle moyenne est de 11,8 °C, avec une amplitude thermique annuelle de 17,2 °C. Le cumul annuel moyen de précipitations est de 1 036 mm, avec 6,4 jours de précipitations en janvier et 4,2 jours en juillet. Pour la période 1991-2020, la température moyenne annuelle observée sur la station météorologique de Météo-France la plus proche, « Vallon Sa », sur la commune de Vallon-Pont-d'Arc à 9 km à vol d'oiseau, est de 13,8 °C et le cumul annuel moyen de précipitations est de 1 004,7 mm,. Pour l'avenir, les paramètres climatiques de la commune estimés pour 2050 selon différents scénarios d'émission de gaz à effet de serre sont consultables sur un site dédié publié par Météo-France en novembre 2022.

### Hydrographie
Le sud du territoire communal est longé par l'Ardèche, affluent droit du Rhône de 125,1 km de longueur, qui a donné son nom au département où est implanté la commune.

## Urbanisme

### Typologie
Au 1er janvier 2024, Saint-Remèze est catégorisée commune rurale à habitat dispersé, selon la nouvelle grille communale de densité à 7 niveaux définie par l'Insee en 2022.
Elle est située hors unité urbaine et hors attraction des villes,.

### Occupation des sols
L'occupation des sols de la commune, telle qu'elle ressort de la base de données européenne d’occupation biophysique des sols Corine Land Cover (CLC), est marquée par l'importance des forêts et milieux semi-naturels (81,1 % en 2018), une proportion sensiblement équivalente à celle de 1990 (81,4 %). La répartition détaillée en 2018 est la suivante : forêts (60,4 %), milieux à végétation arbustive et/ou herbacée (20,7 %), cultures permanentes (14 %), zones agricoles hétérogènes (3,7 %), zones urbanisées (1,1 %).
L'évolution de l'occupation des sols de la commune et de ses infrastructures peut être observée sur les différentes représentations cartographiques du territoire : la carte de Cassini (XVIIIe siècle), la carte d'état-major (1820-1866) et les cartes ou photos aériennes de l'IGN pour la période actuelle (1950 à aujourd'hui).

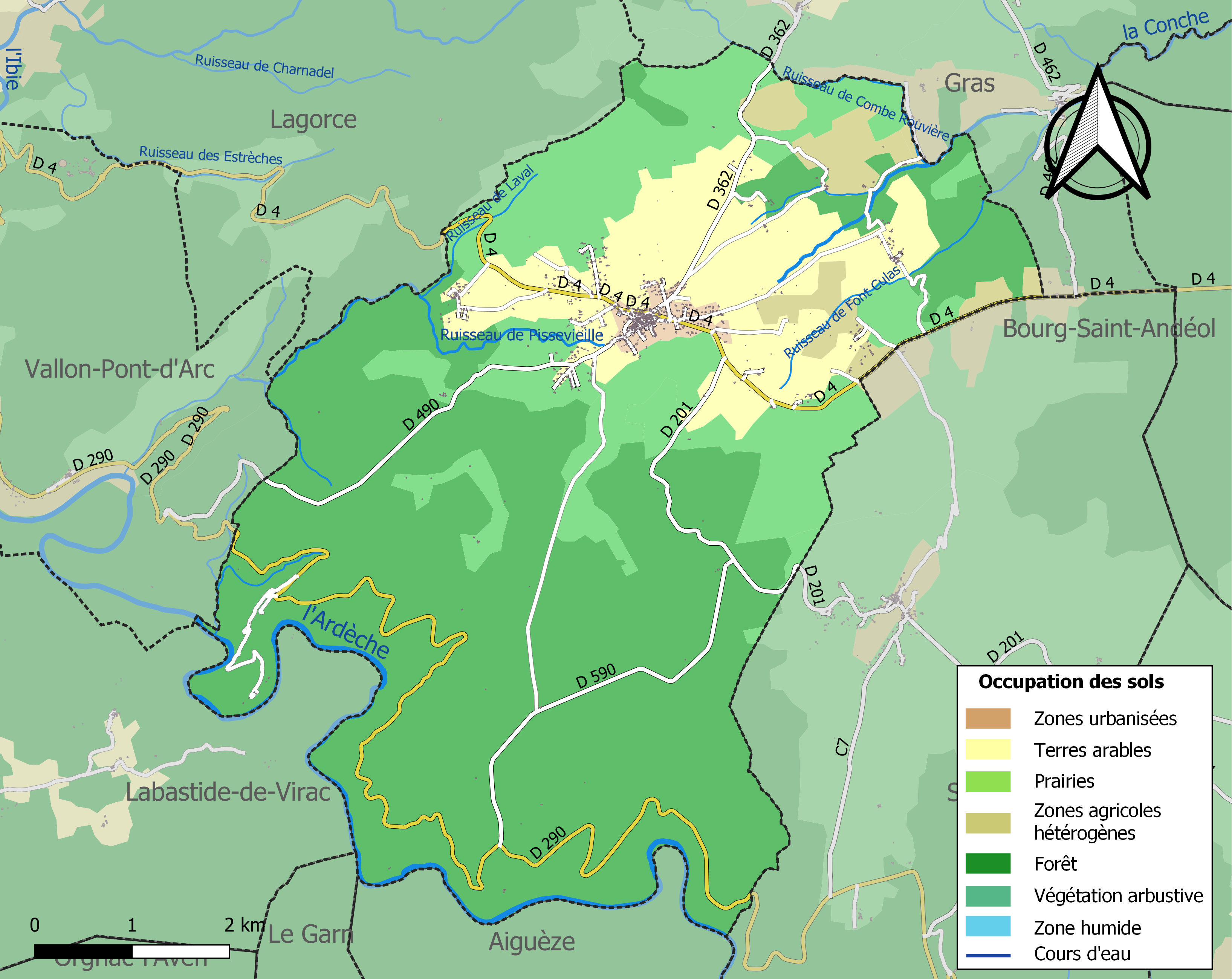
Carte des infrastructures et de l'occupation des sols de la commune en 2018 (CLC).

### Risques naturels

#### Risques sismiques
L'ensemble du territoire de la commune de Saint-Remèze est situé en zone de sismicité no 3 (sur une échelle de 1 à 5), comme la plupart des communes situées à proximité de la vallée du Rhône, mais non loin de la zone no 2 qui correspond au plateau ardéchois.
| Type de zone | Niveau            | Définitions (bâtiment à risque normal) |
| ------------ | ----------------- | -------------------------------------- |
| Zone 3       | Sismicité modérée | accélération = 1,1 m/s2                |

### Lieux-dits, hameaux et écarts
- Briange : au nord-est.
- les Pastroux : au nord-est.
- Micalen :au nord-est.
- Charbonnière : à l'est.
- Patroux : à l'ouest.

## Histoire

### Préhistoire
Le territoire de la commune de Saint-Remèze fut occupé très tôt comme en témoignent les nombreux vestiges préhistoriques recensés dans les grottes et avens. Les plus anciennes traces remontent au Paléolithique supérieur, entre 35 000 et 10 000 ans avant notre ère,.
Le Néolithique, entre 5 500 et 1 800 ans avant notre ère, marqué par le développement de l’agriculture et de l’élevage, et l’utilisation de la poterie, est encore plus présent. Il concerne de nombreuses cavités qui ont pu servir de bergerie  ou de lieux de stockage de l’eau mais aussi des sites de plein air. Le dolménisme est une autre facette de la fin du Néolithique et du début de l'âge du Bronze. Ces monuments funéraires sont présents sur la commune avec  deux exemplaires au Chanet et d’autres disséminés dans les bois de Malbosc. De petites grottes sont aussi utilisées pour accueillir des sépultures comme la grotte des Perles à Gaud.

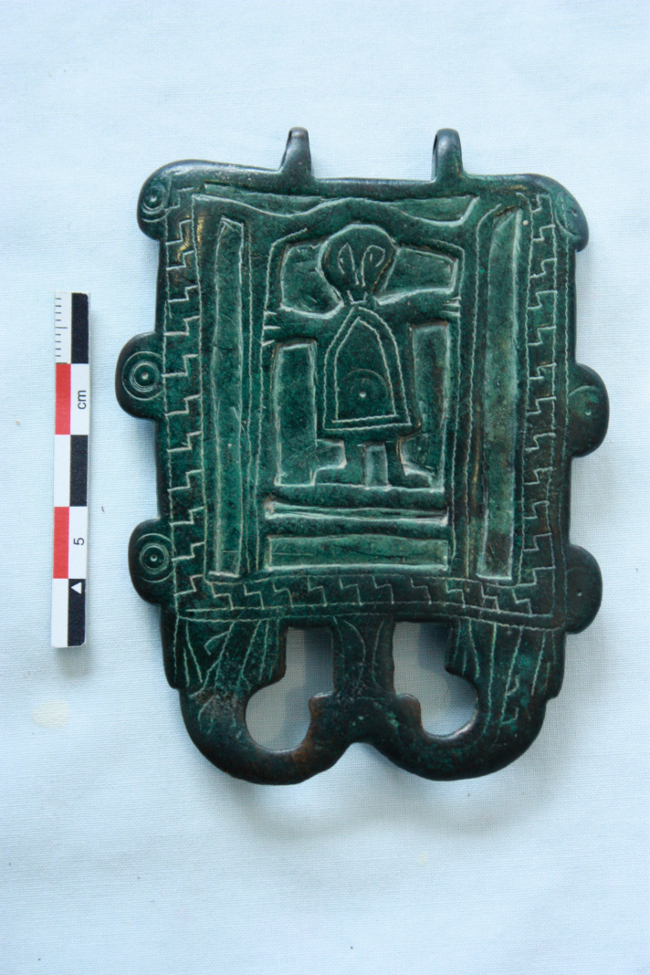
Plaque-boucle en bronze, VIe siècle
Nécropole de Beauregard (Saint-Remèze) (collection privée).

L'âge du Fer est représenté avec la nécropole de Beauregard, qui a livré un riche mobilier, dont certains tumulus ont été réutilisés jusqu’au début du Moyen Âge. L'époque gallo-romaine est attestée par plusieurs concentrations de tegulae et objets divers permettant de supposer des habitats. Un ensemble funéraire du Ier siècle, sous forme d’incinérations accompagnées de dépôts de céramiques, est localisé entre la D 4 et la petite route de Patroux . Dans les Gorges, en aval de La Madeleine, la grotte de la Lampe a livré un important mobilier attribuable au Bas-Empire.

### Moyen Âge et Temps Modernes
Le Moyen Âge voit se développer le village autour de ce qui fut une première église. La plus ancienne mention d’une église dédiée à l’évêque Rémi remonte à 877, dans une charte de Charles-le-Chauve. Celle-ci appartient alors à l'église cathédrale de Viviers. Apparaît à côté un château attesté dès le courant du XIIIe siècle, entre les mains des Balazuc puis d’une branche du lignage des Chateauneuf-Randon, originaire du Gévaudan. Le village se dote d’une enceinte ovoïde, à l’intérieur de laquelle se blottissent le cimetière, les maisons, écuries et bergeries, le long d’étroites ruelles.
Les guerres de religion de la seconde moitié du XVIe siècle au début du XVIIIe siècle n’ont pas épargné le bourg, surtout dans la première partie du conflit. La commune de Saint-Remèze, plus souvent catholique que protestante, est le théâtre de plusieurs combats, elle est pillée et saccagée en 1580. Son église est « toute découverte », lors de la visite de l’évêque de Viviers en 1599.

### Époque contemporaine
La période révolutionnaire est marquée par de nombreux affrontements entre républicains et royalistes. Il faut dire que la commune, par son isolement au milieu du plateau, l'étendue de sa forêt et la multiplicité de ses grottes « semblait tout désigné pour devenir un foyer contre-révolutionnaire ». Des prêtres réfractaires vont se cacher dans les gorges et de nombreux règlements de compte ont lieu dans le village. Saint-Remèze connaît son essor au milieu du XIXe siècle, marqué par une forte croissance démographique (1 080 hab. en 1866). Le village commence à s’étendre hors rempart (Rue basse et La Plaine) et plusieurs fermes et hameaux voient le jour (Patroux, Briange, Beauregard, Pastroux).
Des terrasses de culture, avec tout un maillage de murettes en pierre sèche, sont aménagées sur les versants bien exposés,. La population atteint alors une certaine aisance avec, en plus de l'agriculture vivrière, l'exploitation des bois, l'élevage ovin (3 000 bêtes à laine en 1850) et la sériciculture.

En 1884, une épidémie de choléra tua 62 personnes dont 30 hommes, 18 femmes et 14 enfants. Quelques habitants sont allés camper dans les bois. Pendant la nuit, on allumait de grands feux dans les rues du village pour purifier l'air ; on en a compté jusqu'à quarante qui brûlaient en même temps ». À la suite de cette épidémie furent construits les premières canalisations et les premiers pavés, la population ayant pris conscience de l'importance de l'hygiène. Au début du XXe siècle, Saint-Remèze est en déclin. L'agriculture est confrontée à différentes crises comme l'oïdium, le phylloxéra pour la vigne et la pébrine pour l'élevage du ver à soie.

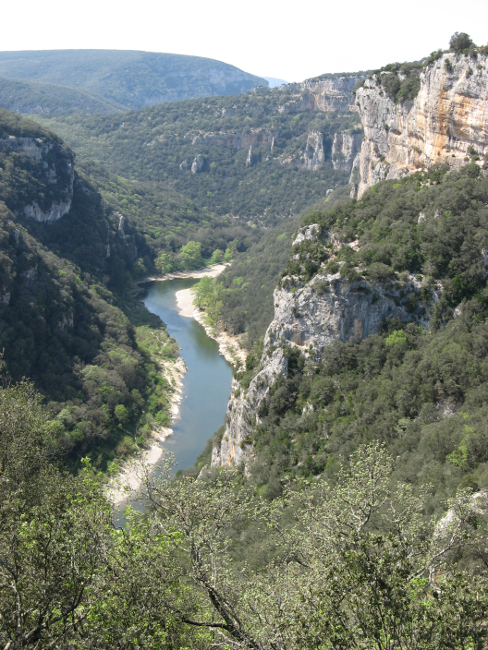
Les Gorges de l'Ardèche, entre Gaud et Autridge.

La Grande Guerre mobilise 209 Poilus recensés dans les registres matricules des Archives départementales de Nîmes, dont 182 domiciliés dans le village. Largement envoyés dans l'infanterie et engagés sur toutes les zones du front, ils paient un lourd tribut avec 40 Morts pour la France dont 34 mentionnés sur son monument aux morts, et un lot important de blessés. Cette hécatombe accélère la décroissance de la démographie du village et les effets de l’exode rural. En 1911, on compte 822 habitants, en 1921, 705 habitants, soit une baisse de 15 %. 
Début 1944, une station radar allemande (nom de code Alligator2) est construite dans La Plaine d’Aurèle, sur la commune voisine de Bidon, dans le cadre d’un vaste réseau pour traquer les appareils alliés sur le sud de l'Ardèche et lancer contre eux des chasseurs allemands. De nombreux Saint-Reméziens sont réquisitionnés pour les transports d'eau et de matériel. Au début de la deuxième quinzaine du mois d’août, après que les maquisards eurent attaqué la base radar du camp allemand  et enlevé son responsable, le village connaît plusieurs mitraillages d'avions allemands. Plusieurs maisons furent détruites. À compter du 20 août, c'est la débâcle allemande. Pendant une semaine, plusieurs milliers de soldats  allemands et supplétifs passent dans le village, pressés de gagner la vallée du Rhône. Ils vont y multiplier exactions et exécutions sommaires. 
Le 30 août, c'est l'arrivée d’un peloton du 4e escadron blindé du 2e régiment de Spahis algériens, avec ordre de faire de la reconnaissance pour l'armée de libération (la 1re DB). Saint-Remèze est libéré.

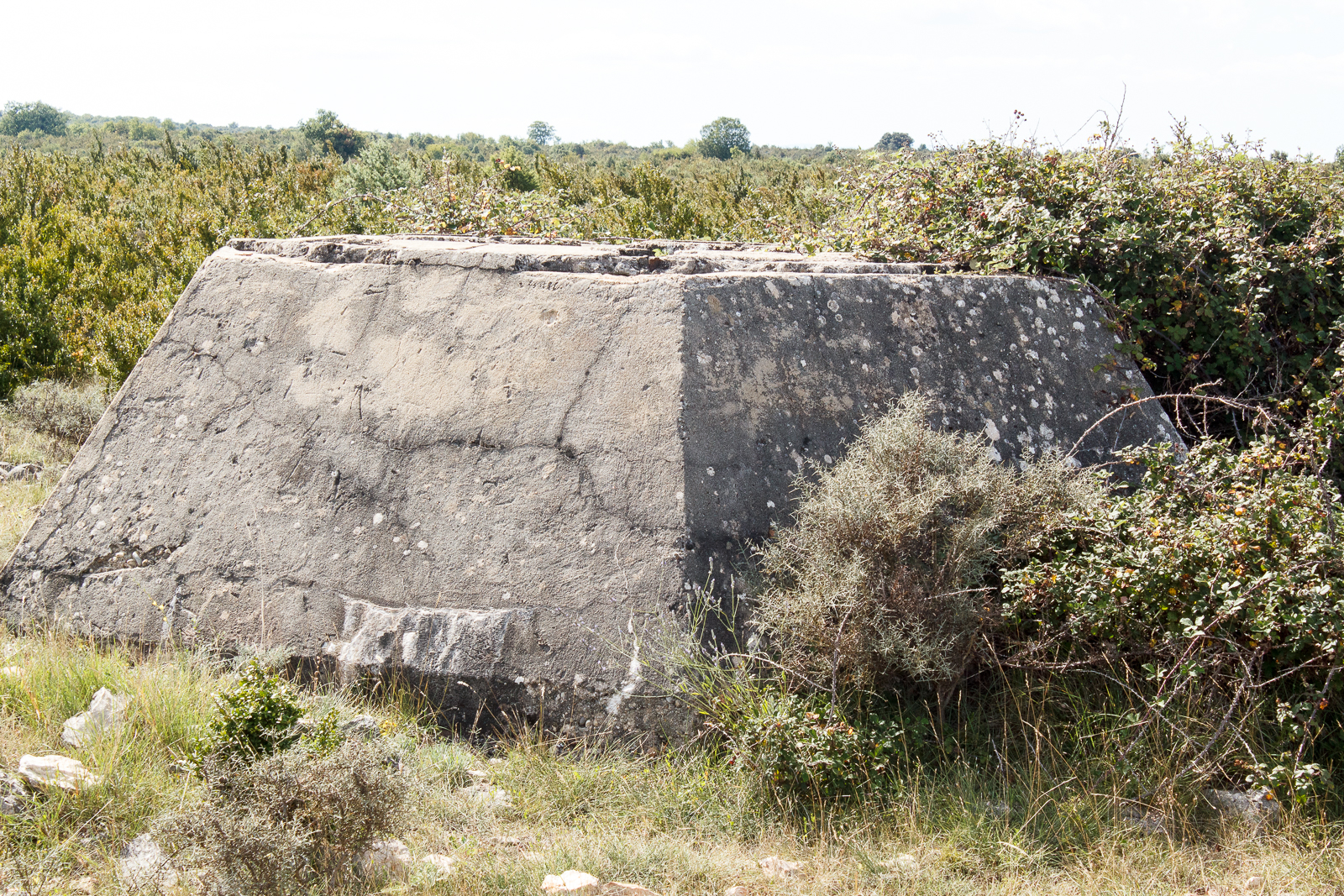
Support en béton d'un radar.

La déprise agricole se poursuit pendant les décennies suivantes, avec une population, une agriculture et un système agraire qui s'adaptent mal aux conditions nouvelles du monde moderne. L'élevage ovin est en chute libre. La sériciculture, qui s’était légèrement reprise au début du siècle, finit de disparaître dans les années 1940. Certaines familles se rabattent sur les bois pour en tirer une subsistance (bûchage et charbonnage). En 1955, on ne compte plus que 430 habitants. L’électricité est amenée au village en 1933, l’eau courante est installée en 1959.
Il faudra attendre le développement de la viticulture et de la culture de la lavande et surtout du tourisme pour que le village connaisse un nouvel essor à partir des années 1980, suivi de l'apparition de nouveaux quartiers. 

## Toponymie

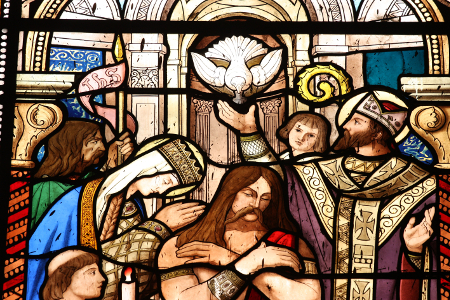
Un vitrail de l'église de Saint-Remèze : le couronnement de Clovis par Saint-Remi.

Remèze (Remèsi en occitan) est la forme francisée de Rémi, en latin Rĕmĕdĭus, homonyme en français de Remi (Remigius en latin), l'évêque de Reims qui baptisa Clovis Ier en 496 et souvent confondu avec lui. Mais en occitan, il n'y a normalement pas d'ambiguïté phonétique, ce qui n'a pas empêché la même confusion (le nom de Saint-Rémy (Dordogne) est attesté Sanctus Remigius au XIIIe siècle). 
La destinée de Remigius aurait été prédite par l'ermite Montanus, qui donna son nom au village voisin de Saint-Montan. La première mention de Saint-Remèze (877) est tirée de la Carta vetus du diocèse de Viviers, un cartulaire de l’église cathédrale de Viviers compilé au XIIe siècle, recopié au XVIIe siècle par le chanoine Jacques de Banne.

## Politique et administration

### Liste des maires
| Période                                  | Période     | Identité         | Étiquette    | Qualité                                                  |
| ---------------------------------------- | ----------- | ---------------- | ------------ | -------------------------------------------------------- |
| Les données manquantes sont à compléter. |             |                  |              |                                                          |
| mai 1945                                 | 1956        | Sylvain Boulle   | Rad.         |                                                          |
| 1956                                     | mars 1971   | Charles Boulle   | Rad. puis PS | Viticulteur                                              |
| mars 1971                                | mars 1983   | Albert Marquerol | PS           | Agriculteur                                              |
| mars 1983                                | 1988        | Michel Auriol    | DVD          | Directeur de la cave coopérative de St-Remèze            |
| 1988                                     | mars 2014   | Paul Lavie       | PS           | Président du Syndicat de Gestion des Gorges de l'Ardèche |
| mars 2014                                | 25 mai 2020 | Didier Boulle    | DVG          | Attaché territorial                                      |
| 25 mai 2020                              | En cours    | Patrick Meycelle |              | Retraité                                                 |

## Population et société

### Démographie
L'évolution du nombre d'habitants est connue à travers les recensements de la population effectués dans la commune depuis 1793. Pour les communes de moins de 10 000 habitants, une enquête de recensement portant sur toute la population est réalisée tous les cinq ans, les populations de référence des années intermédiaires étant quant à elles estimées par interpolation ou extrapolation. Pour la commune, le premier recensement exhaustif entrant dans le cadre du nouveau dispositif a été réalisé en 2005.

En 2022, la commune comptait 848 habitants, en évolution de −3,09 % par rapport à 2016 (Ardèche : +2,48 %, France hors Mayotte : +2,11 %).
| 1793 | 1800 | 1806 | 1821 | 1831 | 1836  | 1841  | 1846  | 1851  |
| ---- | ---- | ---- | ---- | ---- | ----- | ----- | ----- | ----- |
| 650  | 626  | 717  | 704  | 916  | 1 021 | 1 050 | 1 087 | 1 071 |

| 1856  | 1861  | 1866  | 1872  | 1876  | 1881  | 1886 | 1891 | 1896 |
| ----- | ----- | ----- | ----- | ----- | ----- | ---- | ---- | ---- |
| 1 041 | 1 050 | 1 077 | 1 050 | 1 059 | 1 030 | 967  | 994  | 925  |

| 1901 | 1906 | 1911 | 1921 | 1926 | 1931 | 1936 | 1946 | 1954 |
| ---- | ---- | ---- | ---- | ---- | ---- | ---- | ---- | ---- |
| 872  | 874  | 826  | 705  | 685  | 558  | 541  | 520  | 430  |

| 1962 | 1968 | 1975 | 1982 | 1990 | 1999 | 2005 | 2006 | 2010 |
| ---- | ---- | ---- | ---- | ---- | ---- | ---- | ---- | ---- |
| 429  | 449  | 436  | 474  | 454  | 555  | 767  | 799  | 882  |

| 2015 | 2020 | 2022 | - | - | - | - | - | - |
| ---- | ---- | ---- | - | - | - | - | - | - |
| 881  | 854  | 848  | - | - | - | - | - | - |

### Enseignement
La commune est rattachée à l'académie de Grenoble.

### Médias
La commune est située dans la zone de distribution de deux organes de la presse écrite :
- L'Hebdo de l'Ardèche

Il s'agit d'un journal hebdomadaire français basé à Valence et couvrant l'actualité de tout le département de l'Ardèche.
- Le Dauphiné libéré

Il s'agit d'un journal quotidien de la presse écrite française régionale distribué dans la plupart des départements de l'ancienne région Rhône-Alpes, notamment l'Ardèche. La commune est située dans la zone d'édition d'Aubenas.

## Économie

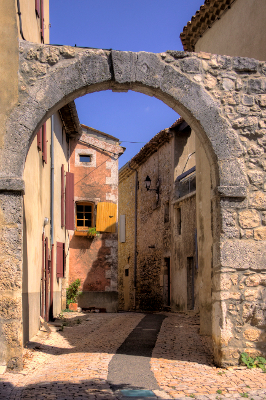
La grande porte arquée construite en 1724 sous Joseph-Placide de Fayn, comte de Rochepierre.

Longtemps, l’économie de Saint-Remèze s’est fondée sur le travail de la terre, le pastoralisme, le charbon de bois, la chaux, la sériciculture, les broderies.
Depuis les années 1970, les principales activités économiques de Saint-Remèze  sont la viticulture, la culture du lavandin, la résidence et le tourisme. 
- La vigne s’est reconstituée grâce à l’adoption de cépages de qualité, Grenache, Syrah, Cinsault, Marsanne et à l’obtention d’une Appellation d'Origine Contrôlée Côtes-du-Vivarais, (décret le 27 mai 1999).
- La culture du lavandin connaît un nouvel essor. En 2015 cent hectares lui étaient consacrés pour une production de sept tonnes d’huile essentielle. La récolte dure généralement cinq semaines, de la mi-juillet à la mi-août. Elle se fait mécaniquement, en « vert broyé » La production est envoyée à la Distillerie de Gras qui est la seule pour tout le département de l’Ardèche.
- La culture de l’olivier, abandonnée après le terrible gel de l’hiver 1956, est à nouveau pratiquée, ainsi que l'apiculture, l'héliciculture et la trufficulture.
- Le tourisme, la population de Saint-Remèze triple durant l'été grâce au tourisme[46]. Saint-Remèze propose 6 campings dont un camping naturiste, gîtes et chambres d'hôtes.
- Une dizaine de commerces.

## Culture et patrimoine

### Lieux et monuments

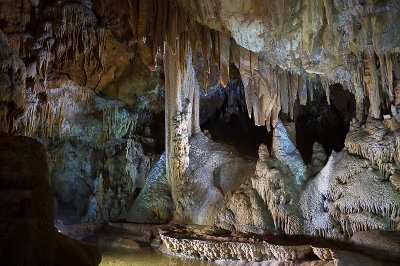
Concrétion carbonatée ou gour dans la grotte de la Madeleine.

- De nombreuses grottes et plusieurs avens, dont deux peuvent se visiter :

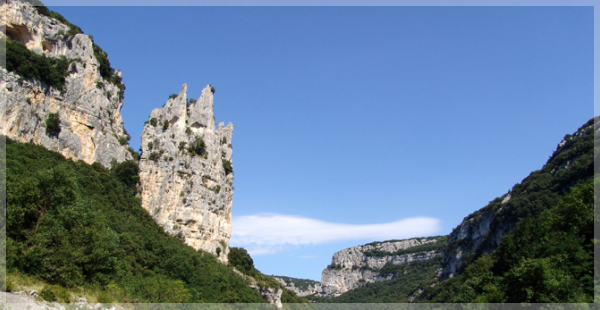
Le rocher de la Cathédrale vu du belvédère de la Madeleine.

- la grotte de la Madeleine, découverte en 1887 par Germain Rigault, ouverte au public en 1969, sous gestion municipale. Le site de la Madeleine se trouve sur la route touristique des Gorges de l'Ardèche. Son belvédère permet de découvrir le rocher de la Cathédrale. Le site abrite également la Maison de la Réserve Naturelle des Gorges de l’Ardèche ;

- l'aven Marzal, situé dans le même site, exploré en 1892 par Edouard Alfred Martel, aménagé en 1949.
- La Maison de la lavande (anciennement musée de la lavande), située dans une ancienne bergerie rénovée, qui possède un jardin botanique, un potager aromatique et une unité de distillation[47].
- Une vingtaine de dolmens, dont celui du Chanet, existent sur le territoire de la commune. Ces tombes mégalithiques remontent à la fin du Néolithique et à l'Âge du Bronze, soit entre 3 500 et 2 000 ans avant l'ère chrétienne. La plupart ont fait l’objet de pillages  au XIXe siècle ; on y avait trouvé, des squelettes, de l’outillage, de l’armement en silex ou en métal, des pendeloques et des poteries. Les Dolmens de la forêt de Malbosc sont classés depuis 1889.
- Ardèche Lamas, est un parc d'élevage de lamas au cœur des gorges de l'Ardèche qui s'étend sur 3 hectares, le parc peut être visité durant tout l'été[48]. Ce parc est à présent fermé et ne se visite plus.
- Les gorges de l'Ardèche, qui font partie de la réserve naturelle nationale des gorges de l'Ardèche.
- Le camp allemand : il s’agit en fait d’une ancienne station radar allemande construite lors du premier semestre 1944, sur la petite route entre Saint-Remèze et Bidon. Il subsiste plusieurs structures en béton de cette base importante sur le terrain : trois silos pour radar vertical  de type Freya et deux embases hexagonales de radar parabolique de type Wurzburg, souvent considérées comme des blockhaus, des abris protégés, une citerne et des restes de baraquement. Elle a été détruite par les Allemands eux-mêmes le 20 août 1944, quatre jours après une attaque par des maquisards.
- Les terrasses de cultures :  elles traduisent le labeur et le courage des paysans pour transformer les pentes calcaires bien exposées en parcelles cultivables allongées, presque planes, soutenues et encloses par des murettes en pierre sèche à double parement. Plus la déclivité est raide, plus les terrasses sont étroites. Elles remontent pour la plupart au début du XIXe siècle.
- Les sentiers de randonnées : ils sont nombreux sur le territoire de Saint-Remèze et permettent de découvrir un patrimoine naturel remarquable, tant dans les gorges de l'Ardèche que sur le plateau.
- Église Saint-Rémy de Saint-Remèze.
- Chapelle Sainte-Anne de Saint-Remèze.

### Personnalités liées à la commune
- Jean-Antoine Dubois, connu sous le nom de l'abbé Dubois, né à Saint-Remèze  le 11 janvier 1766, décédé à Paris le 17 février 1848, fut missionnaire et indianiste.
- Pascal Terrasse député de L'Ardéche de 1997-2017 et Président du département de l'Ardèche entre 2004-2014. Il fut président de l'Assemblée parlementaire de la francophonie. Porte parole et trésorier du Parti Socialiste. Il est le responsable politique qui a mené la construction de la restitution de la grotte Chauvet et la fit inscrire au patrimoine mondial de l'UNESCO. Il est Inspecteur général de l'environnement et occupe un poste de direction au Cerema.

### Festivités et Événements
- Saint-Remèze en 1900 : une fête à l’ancienne pendant laquelle revivent les métiers d’antan, forgeron, vannier, tourneur sur bois, dentellière, lavandière…
- Le 15 juillet 2016 : 13e étape du Tour de France 2016[49] et premier contre-la-montre entre Bourg Saint-Andéol et la Caverne du Pont-d’Arc-Ardèche.
- La castagnade : chaque automne,  l’occasion de se réunir, palabrer, conter autour de « l’arbre à pain » que fut autrefois le châtaignier.
- En 1982, l'écrivain Pierre Schoendoerffer mit en scène son livre « L'Honneur d'un Capitaine » en choisissant les Causses de Saint-Remèze pour évoquer les décors de son adaptation cinématographique pour les scènes censées se situer  en Algérie.

### Héraldique
| Blason de Saint-Remèze | Blason  | D'azur à saint Rémi de carnation debout et de profil, vêtu pontificalement d'argent et d'or. |
| Blason de Saint-Remèze | Détails | Le statut officiel du blason reste à déterminer.                                             |